# ヒタチナカリュウ
ヒタチナカリュウは、茨城県ひたちなか市で発見された化石。当初はニクトサウルス科の翼竜の一種だと考えられていたが、再検討の結果スッポンの一種であることが判明したことで知られている。

## 発見
2002年（平成14年）7月28日、茨城県ひたちなか市の平磯海岸で地質調査中だった小学校教諭である千葉県在住の男性によって、白亜紀後期の地層から骨の化石が発見された。化石のレプリカを世界的な翼竜の研究家であるデイビッド・アンウィンへ送り鑑定を依頼したところ、翼竜の右肩甲骨の化石だと判明し、ヒタチナカリュウと命名された。2003年以降、ミュージアムパーク茨城県自然博物館に寄贈されたものが「ニクトサウルス科の可能性がある」化石として展示されていた。

## 分類の再検討

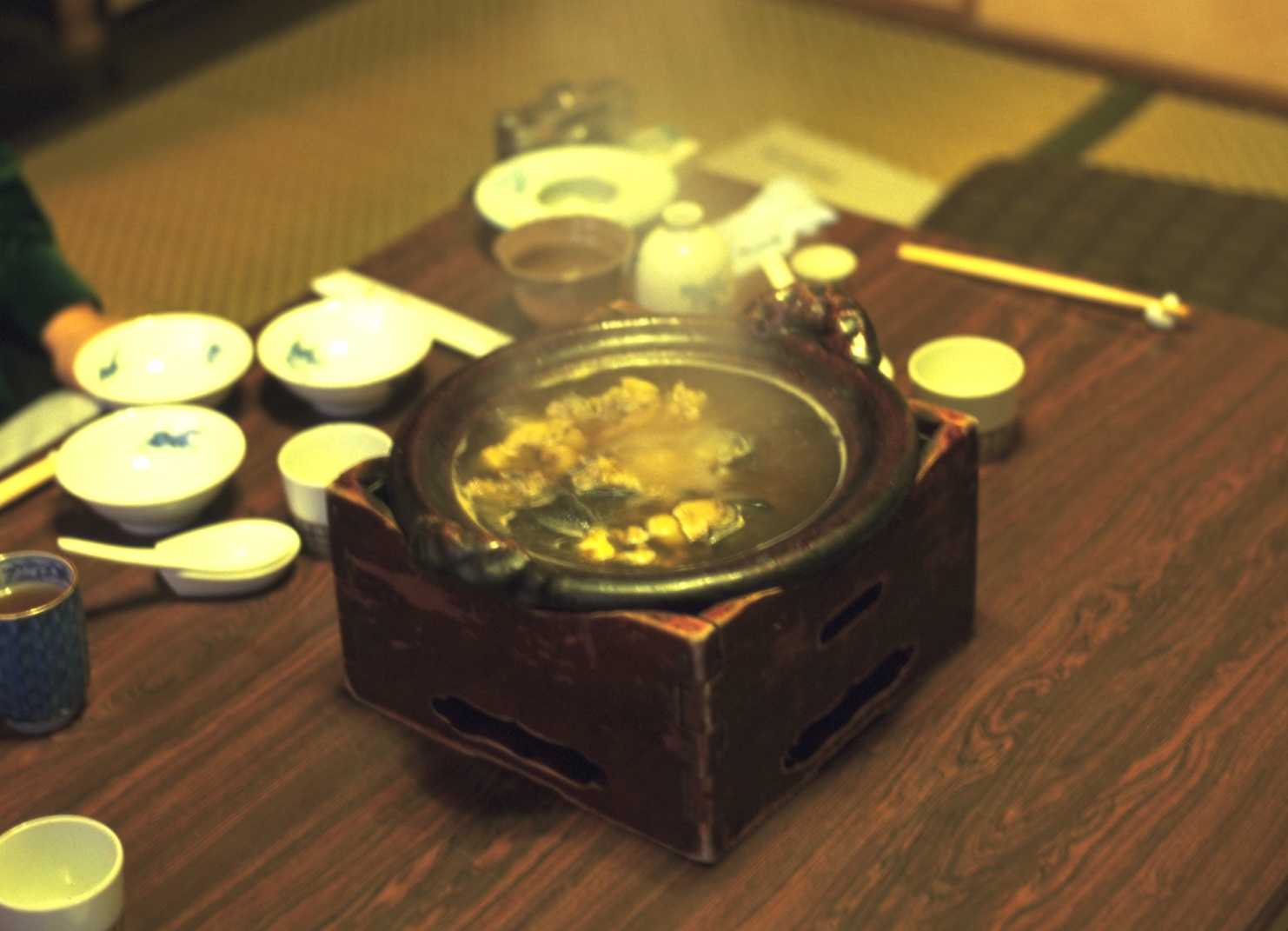
スッポン鍋

2017年（平成29年）、ミュージアムパーク茨城県自然博物館の学芸員の男性が、論文を書き上げたお祝いとして、自らスッポンを捌き、鍋として妻と一緒に食べた。その際に、食べ終わったスッポンの骨がヒタチナカリュウの化石に似ていることに気づいた。同じ地層からスッポンの化石が多数発掘されていたこともあり、気になって化石を再検討した結果、標本が翼竜類の肩甲骨ではなく、カメ類（スッポン科）の上腕骨であるという新たな同定結果に至った。誤分類の要因として、外部形態から分類する上で重要な特徴が破損によって失われており、さらに末端部から内部の構造が溶け去っていたことで、たまたま翼竜の肩甲骨に酷似した化石となっていたことが指摘されている。
なお、再検討した結果としても、白亜紀のスッポンの化石としては国内最大級であると推定されている。
現在、ミュージアムパーク茨城県自然博物館では、この化石は「スッポン科の一種」として展示されており、化石は新たにヒタチナカオオスッポンと名付けられている。